# Art Rooijakkers
Art Rooijakkers (Geldrop, 29 augustus 1976) is een Nederlands televisiepresentator.

## Biografie
Art Rooijakkers haalde zijn vwo-diploma op het Augustinianum te Eindhoven. Na een afgebroken studie bedrijfskunde aan de Erasmus Universiteit in Rotterdam, studeerde hij aan de Academie voor Journalistiek in Tilburg. Zijn televisiecarrière begon bij de actualiteitenrubriek NOVA waar hij als jongste verslaggever ooit werd aangenomen. Bij NOVA maakte hij onderwerpen in binnen- en buitenland. Ook werkte Rooijakkers als verslaggever bij de lokale Amsterdamse stadsomroep AT5. In 2001 ontving hij de 'Gouden Tape', een aanmoedigingsprijs voor jonge journalisten, uitgeloofd door het Genootschap der Hoofdredacteuren. Deze prijs kreeg hij voor een reportage over de gevolgen van de wachtlijsten voor dementerende ouderen in Nederland, uitgezonden door NOVA.
Na een jaar in Spanje gewoond en gewerkt te hebben ging hij als verslaggever aan de slag bij het realityprogramma Expeditie Robinson. Na een tussenstap als verslaggever bij het NPS-kunstprogramma TV3, werd Rooijakkers gevraagd als presentator-eindredacteur van Peking Express.
Sinds 2006 werkte hij ook achter de schermen bij Net5 als eindredacteur van onder andere Het Blok, HartsTocht en Model in 1 dag.
Najaar 2007 presenteerde hij drie programma's op Net5: Als de Vrouw van Huis Is..., waarin de mannen van het stadje Heusden het een week lang zonder hun vrouwen moesten zien te redden; Gezond weer op, waarin hij gesprekken voerde met bezoekers en patiënten in de centrale hal van het AMC in Amsterdam; en Outback Jack, waarin meisjes uit Nederland en België in de Australische outback op zoek gaan naar liefde.
In het voorjaar van 2008 speelde Rooijakkers als gastacteur in een aflevering van de dramaserie Julia's Tango, opgenomen in Buenos Aires. Najaar 2008 presenteerde hij samen met Katja Schuurman het ideële reisprogramma Return to sender.
In 2009 presenteerde hij, samen met Waldemar Torenstra en Froukje Jansen, een maand lang De zomer draait door, een zomerse variant op het programma De Wereld Draait Door. Najaar 2009 was Rooijakkers te zien op Net5 als presentator van het programma De Spaanse Droom, waarin enkele stellen strijden om een bed en breakfast in het zonnige zuiden, opvolger van het succesvolle De Italiaanse Droom op Nederland 1.
In 2011 was Art Rooijakkers de winnaar van het elfde seizoen van Wie is de Mol? In datzelfde jaar tekende hij een contract bij de AVRO om meerdere programma's te presenteren. Het eerste programma was de special Zooo Moslim op Nederland 3. Vanaf september 2011 presenteerde Rooijakkers samen met Gerard Ekdom het avonturenspel Fort Boyard. Van 2012 tot en met 2018 presenteerde hij het programma Wie is de Mol?, als opvolger van Pieter Jan Hagens. In 2014 presenteerde hij ook de spin-off Wie is de Mol? Junior.
Van 2011-2014 was Rooijakkers de presentator van Cash op Zolder.
In 2013 won Rooijakkers de Gouden Televizier-ring voor Wie is de Mol?. Tevens werd hij genomineerd voor de Zilveren Televizier Ster Man, samen met Jeroen van Koningsbrugge en de uiteindelijke winnaar Johnny de Mol. Ook in 2014 werd hij genomineerd voor de Zilveren Televizer Ster Man, samen met Johnny de Mol en Humberto Tan die er met de prijs vandoor ging. Met Wie is de Mol? Junior was Rooijakkers dat jaar genomineerd voor de Gouden Stuiver.
Begin 2014 maakte hij samen met Leon Verdonschot en Erik van Bruggen een documentaire over de eerste Zuid-Afrikaanse tour van Bruce Springsteen: "High Hopes in South Africa". De film werd in verschillende landen uitgezonden. Zomer 2014 won hij de vierde editie van het tv-programma De Slimste Mens, door in de finale Erik Dijkstra te verslaan.
In 2016 en 2017 was Rooijakkers de presentator van het Gouden Televizier-Ring Gala.
Sinds 2017 presenteert Rooijakkers het programma Helden Van De Wildernis voor AVROTROS. Hierin reist hij naar afgelegen gebieden om natuurbeschermers te portretteren. Ook is Rooijakkers in 2018 te zien met de quiz Bij De Tijd.
Op 23 maart 2018 werd bekend dat Rooijakkers overstapt naar RTL 4 om daar programma's te gaan presenteren. Zijn eerste klus bij RTL is het televisieprogramma Holland-België, dat hij samen met de Vlaamse acteur Jonas Van Geel presenteert. In de zomer van 2019 presenteerde Rooijakkers de talkshow Zomer met Art. Sinds 2019 presenteert Rooijkakkers het programma Rooijakkers over de vloer waarmee hij het programma Van der Vorst ziet sterren opvolgt.
Vanaf 2022 zou hij Expeditie Robinson presenteren, maar hij moest dit een jaar uitstellen omdat hij in 2022 last kreeg van stemproblemen. Het seizoen van 2022 werd daarom overgenomen door Rick Brandsteder. Het eerste seizoen dat hij presenteerde was dat van 2023.
Op 10 oktober 2024 werd bekend dat Rooijakkers overstapt naar SBS6 (Talpa Network), waar hij o.a. het programma Nieuws van de Dag gaat presenteren samen met Malou Petter. Hij kreeg in januari 2025 echter opnieuw stemproblemen waardoor hij voor de tweede keer z`n werk moest neerleggen. Waar de stemproblemen in 2022 door poliepen werden veroorzaakt werden deze dit keer veroorzaakt door een granuloom dat tegen zijn stemband drukte. In beide gevallen was hij een tijd lang zijn stem kwijt omdat hij als gevolg van de bijkomende operaties niet mocht praten om zijn stembanden te laten herstellen.

## Privé
Art Rooijakkers is getrouwd. Uit een eerdere relatie heeft hij twee kinderen, een tweeling.

## Werk

### Televisie
Presentatie
- Als de Vrouw van Huis Is... (Net5) (2007)
- Amsterdam Gay Pride Canal Parade (AVROTROS) (2014-2017)
- AT5-nieuws
- Bij de Tijd (AVROTROS (2018)
- Bureau Rooijakkers en Verster (AVRO) (2014) Samen met Lauren Verster
- Carlo's TV Café (RTL 4) (2016) Samen met Carlo Boszhard (eenmalig)
- Cash op Zolder (AVRO) (2011-2014)
- De Spaanse Droom (Net5) (2009)
- De zomer draait door samen met Froukje Jansen en Waldemar Torenstra
- Edwin zoekt Fortuyn (AVRO) (2012)
- Fort Boyard (AVRO) (2011)
- Gezond weer op (Net5) (2007)
- Gouden Loeki (2013) samen met Marleen Aerts
- Gouden Televizier-Ring Gala (AVROTROS) (2016-2017) samen met Jan Smit
- Helden van de Wildernis (AVROTROS) (2017-2018)
- Het beste brein van Nederland (AVROTROS) (2016-2017)
- Het Popcafé (AVROTROS) (2014-2019)
- Lola zoekt Brood (AVRO) (2011)
- Mag ik u kussen? (AVRO) (2011-2012)
- NOVA
- Outback Jack (Net5) (2007)
- Peking Express (Net5) (2005-2008)
- Sail Vandaag(AVROTROS) 2015
- Sta op tegen kanker (AVRO) samen met Angela Groothuizen
- TEDxAmsterdam (2012)
- Terra Incognita, samen met Roos Van Acker
- TV3 (NPS) (2004-2005)
- Return to sender (Net5) (2008)
- Wie is de Mol? (AVROTROS) (2012-2018)
- Wie is de Mol? Junior (AVRO) (2014)
- Zóóó moslim (AVRO) (2011)
- Zóóó Oranje (AVRO) (2012)
- Bij de Tijd (AVROTROS) (2018)
- Holland-België (RTL 4) (2018-2020)
- Praat Nederlands met Me (RTL 4) (2018-2019, 2024)
- Iedereen had het erover (RTL 4) (2019-2021)
- Zomer met Art (RTL 4) (2019)
- Rooijakkers over de vloer (RTL 4) (2019-2024)
- The Bridge to Liberation (NPO/Omroep Gelderland) (2020)
- De Verraders Videoland (RTL 4) (2021-2022)
- B&B Vol Liefde (RTL 4) (2021-2024)
- Expeditie Robinson: All Stars (RTL 4) (2022)[11]
- DNA Singers (RTL 4) (2023-2024)[12]
- Expeditie Robinson (RTL 4) (2023-2024)
- Nieuws van de Dag (SBS6) (2025)

Kandidaat
- Ik hou van Holland seizoen 5 (2009) - Deelnemer
- Wie is de Mol? seizoen 11 (2011) - Winnaar
- Top 2000 Quiz Seizoen 1 (2012) - Deelnemer
- De Kwis Seizoen 1 (2013) - Deelnemer
- Weet Ik Veel Seizoen 1 (2013) - Winnaar
- De Slimste Mens seizoen 4 (2014) - Winnaar
- De Winter Voorbij Seizoen 1 (2015) - Gast
- Het perfecte plaatje seizoen 5 (2020) - Deelnemer
- Beat the Champions seizoen 1 (2021) - Deelnemer
- Het Jachtseizoen seizoen 3 (2023) - Deelnemer
- De Pappenheimers seizoen 1 (2024) - Deelnemer
- De Slimste Mens: Jubileumeditie seizoen 25 (2024) - Deelnemer

Acteur
- Familie Kruys (2015) - Zichzelf

### Radio
- In augustus 2006 presenteerde hij het ochtendprogramma van Caz! als vervanger van Jeroen Kijk in de Vegte.
- Januari 2020 De Eeuw van mijn Dochters, podcast bij BNR Nieuwsradio.
- Augustus 2020 BNR's Big Five, programma bij BNR Nieuwsradio

### Film
- De Club van Lelijke Kinderen 2012 - Nieuwslezer
- High Hopes in South Africa - regie

### Boeken
- Elvis en ik. Een ode aan Elvis Presley - 2017
- De eeuw van mijn dochters - Oktober 2020

## Prijzen
- 2012 - Gouden Televizier-Ring - Nominatie (Wie is de Mol?)
- 2013 - Gouden Televizier-Ring - Gewonnen (Wie is de Mol?)
- 2013 - Zilveren Televizier-Ster Presentator - Nominatie
- 2014 - Zilveren Televizier-Ster Presentator - Nominatie
- 2014 - Gouden Stuiver - Nominatie (Wie is de Mol? Junior)
- 2016 - Zilveren Televizier-Ster Presentator - Nominatie